# چم قلعه (کوهرنگ)
چم قلعه روستایی است در شهرستان کوهرنگ، بخش بازفت، استان چهارمحال و بختیاری.